# Eumesogrammus praecisus
Eumesogrammus praecisus är en fiskart som först beskrevs av Krøyer, 1836.  Eumesogrammus praecisus ingår i släktet Eumesogrammus och familjen taggryggade fiskar. Inga underarter finns listade i Catalogue of Life.